# Segment (geometrie)

Segmentul [AB] poate fi considerat ca intersecția semidreptelor și

În geometrie, un segment de dreaptă este o porțiune dintr-o dreaptă, delimitată de două puncte, numite extremitățile (capetele) segmentului. 
Astfel, segmentul delimitat de punctele A și B este format din acele puncte ale dreptei AB, care se găsesc situate „între” aceste extremități. Segmentul de dreaptă închis, notat [AB], include și cele două puncte-extremități A și B, în timp ce segmentul de dreaptă deschis, notat (AB), exclude cele două puncte-extremități. Segmentul geometric poate fi asociat noțiunii din algebra elementară de interval numeric pe axa numerelor reale.
Se numește segment nul acel segment care are proprietatea că punctele care delimitează segmentul coincid. Segmentul nul are lungime zero. Lungimea este o mărime atașată segmentului, care este o mulțime nenumărabilă și mărginită de puncte pentru care valoarea numerică a acestei mărimi sau măsura ei este finită.
Două segmente sunt identice dacă au toate punctele interioare comune (inclusiv capetele).
Un segment poate fi divizat într-un număr n de subsegmente de lungime egală sau diferită. Pentru segmente de lungime egală se obține prin divizare un exemplu de fracție subunitară.
Suma lungimilor subsegmentelor reunite este lungimea segmentului.

## Lungime
Segmentul [AB] are lungimea dată prin teorema lui Pitagora {\displaystyle {\sqrt {(a_{x}-b_{x})^{2}+(a_{y}-b_{y})^{2}}}}
unde {\displaystyle a_{x}} și {\displaystyle a_{y}} sunt coordonate carteziene corespunzătoare punctului A, iar {\displaystyle b_{x}} și {\displaystyle b_{y}}  corespunzătoare punctului B.

## Reprezentarea vectorilor prin segmente orientate

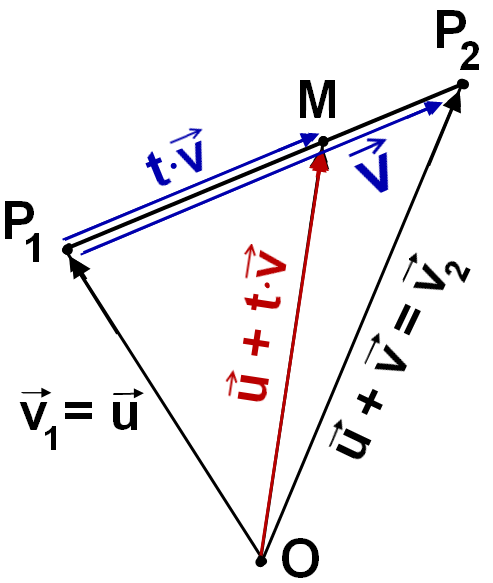

Într-un spațiu vectorial V pe {\displaystyle \mathbb {R} } sau pe {\displaystyle \mathbb {C} }, atunci un segment este o submulțime a lui V, {\displaystyle \left(S\subset V\right)}, pentru care punctele din interior pot fi parametrizate astfel prin intermediul unui scalar subunitar:
{\displaystyle {\vec {S}}=\{{\vec {u}}+t{\vec {v}}\;|\;t\in [0,1]\},}
pentru anumiți vectori {\displaystyle {\vec {u}},{\vec {v}}\in V,} în care caz vectorii {\displaystyle {\vec {u}}} și {\displaystyle {\vec {u}}+{\vec {v}}} sunt numiți vectorii capetelor segmentului (vectorii poziție ai extremităților acestuia).
Astfel, dacă se consideră segmentul {\displaystyle [P_{1}\;P_{2}],} determinat de vectorii {\displaystyle {\vec {v}}_{1}=OP_{1}} și {\displaystyle {\vec {v}}_{2}=OP_{2},} atunci un punct de pe segment {\displaystyle \mathbf {M} \in [P_{1}\;P_{2}]} este determinat de vectorul poziție:
{\displaystyle {\vec {OM}}={\vec {v}}_{1}+t{\vec {v}}={\vec {v}}_{1}+t({\vec {v}}_{2}-{\vec {v}}_{1})=(1-t){\vec {v}}_{1}+t{\vec {v}}_{2}.}